# Į

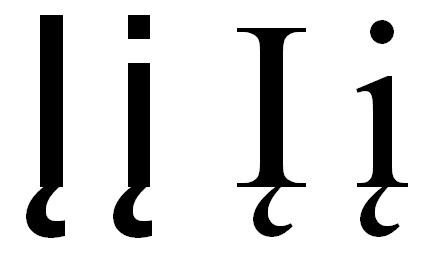

Į (minuskule į) (litevsky i nosinė, švédsky svansförsett i), je písmeno latinky. Vyskytuje se v litevštině, hocąkštině a v elvdalštině.
V litevšině se į poměrně často vyskytuje na začátku slova, existuje jak předpona - į tak předložka į, obojí ve významu do, dovnitř. Į byla původně nosovka, v současné litevštině však již tuto funkci pozbyla, podobně jako ostatní samohlásky nosinė. Ze všech litevských samohlásek nosinė je právě u į nejvíce vyjádřena délka, což potvrzuje i častost záměny į za y vrstvami, z různých důvodů nedostatečně respektujícími litevský pravopis (v litevštině y znamená dlouhé í, nikoliv tvrdé).

## Použití v Unicode
| HTML  | Klávesa Alt | Unicode |
| ----- | ----------- | ------- |
| &#302 | Alt + 0193  | $012E   |
|       |             |         |

| HTML  | Klávesa Alt | Unicode |
| ----- | ----------- | ------- |
| &#303 | Alt + 0225  | $012F   |
|       |             |         |